# Moritz Eggert
Moritz Eggert (Heidelberg, 25 novembre 1965) è un compositore e pianista tedesco.

## Biografia
Moritz Eggert ha iniziato i suoi studi in pianoforte e composizione nel 1975 al Dr. Hoch's Konservatorium di Francoforte (con Wolfgang Wagenhaeuser e Claus Kühnl), presso la Musikhochschule, sempre di Francoforte (con Leonard Hokanson) e al Hochschule für Musik und Theater München (con Wilhelm Killmayer). Successivamente continuò i suoi studi in pianoforte con Raymund Havenith e Dieter Lallinger, e i suoi studi di composizione con Hans-Jürgen von Bose a Monaco di Baviera. Nel 1992 ha trascorso un anno a Londra come uno studente "post-graduate" (già laureato) in composizione con Robert Saxton alla Guildhall School of Music and Drama. Eggert ha coperto tutti i generi nel suo lavoro; la sua produzione comprende 7 opere così come altrettanti balletti e opere per il teatro musicale, spesso con elementi di performance insoliti. Nel 1997 una TV tedesca ha prodotto un caratteristico-ritratto lungometraggio sulla sua musica. Come pianista collabora regolarmente con molti artisti: come solista in orchestra, nel 1997 ha presentato le opere complete per pianoforte solo di Hans Werner Henze per la prima volta in un concerto; come esecutore di musica da camera in varie formazioni e come accompagnatore di Lied. Nel 1989 è stato premiato al Concorso Internazionale Gaudeamus per esecutori di musica contemporanea. Come compositore Eggert è stato premiato con vari premi: il premio di composizione del Osterfestspiele Salzburger, il Premio Ernst von Siemens per giovani compositori (1997), e il Premio Zemlinsky. Nel 2003 divenne membro del Bayerische Akademie der Kuenste Schoenen. Il suo concerto per pianoforte solo, Haemmerklavier, è tra le sue opere più conosciute ed è stata eseguita in tutto il mondo. È maggiormente conosciuto dai media per aver organizzato la cerimonia di apertura per il FIFA World Cup del 2006 (insieme con il regista Christian Stueckl e lo scenografo Marlene Pohley). Sta attualmente lavorando a una nuova opera per il Beethovenfest e il Teatro dell'Opera di Bonn ( Freax, insieme al librettista Hannah Duebgen). Il suo Orale Pole Mazy Brats, (un collage di tutte le 22 opere di Mozart per 4 cantanti, speaker e orchestra, per il concerto di apertura del Festival di Salisburgo 2006)  è stato recentemente trasmesso in diretta TV in tutta l'Europa.

## Opere

### Opere liriche
- Das Mahl des Herrn Orlong (Oper für Schauspieler, 1988)
- Paul und Virginie (Puppenoper, 1990)
- Wir sind daheim (Kammeroper, 1991/1998)
- Lunu (Abstrakte Oper 1992)
- Helle Nächte (Große Oper, 1997 al Prinzregententheater di Monaco di Baviera)
- Der Andere (Kurzoper, 2000)
- Dr. Popels fiese Falle (Oper für Kinder, 2002)
- The last days of the V.I.R.U.S. (Oper, 2003)
- Die Schnecke (Oper, 2004)
- Freax (Oper, 2007)
- Terra Nova (Oper, 2016)

### Balletti
- Avec ma main brulée (Performance, 1997)
- Flüchtige Begegnungen (Tanztheater, 1997)
- Gegenwart, ich brauche Gegenwart (Tanztheater, 1997)
- Ein Besuch im Bergwerk (Tanztheater, 1999)
- The Trap (Bühnenmusik, 1999)
- Millennium Shuffle (Tanztheater, 1999)
- Im Sandkasten (Tanztheater, 2000)
- Auf der Suche nach dem KlaNNg (Hörspiel, 2001)

### Musica da camera
- Kleine Fluchten (1. Streichquartett, 1993)
- Hämmerklavier (für Piano solo, 1994)
- Außer Atem (für 4 Blockflöten und einen Spieler, 1995)
- Bad Attitude (für Cello und Piano, 1995)
- Et in Arcadia Ego (2. Streichquartett, 1997)
- Tableau (Bewegung für einen Klarinettisten und Pianisten, 1997)
- Melodie 1.0 (für Violine, Cello und Schreibmaschine, 1998)
- Nemesis (für Drumset solo, 1998)
- Croatoan II (für Streichquartett und Schlagzeug, 1999)
- Fast Forward (für Cello und Piano, 1999)
- Continuum (für Cello und Piano, 2000)
- Vermillion Sands (für Gitarre, 2000)
- Narziss (für Sopranblockflöte und Schlagzeug, 2001)
- La Risposta (für Cello und Klavier, 2002)
- pong (für Septett, 2002)
- Riff (für zwei E-Gitarren mit Effektgeräten, 2002)
- Symphonie 2.0 (für 4 Kazoos mit beliebigen Instrumenten, 2002)
- Ostinato (für Orgel solo, 2003)
- Processional: Fanfaren/Signale (für Trompete solo, 2003)

### Musica per orchestra
- Die 12 Schläge der Sonnenuhr (für Kammerorchester, 1986)
- Vexations (für Kammerorchester, 1993)
- Adagio (für 32 Streicher, 1996)
- Symphonie 1.0 (für 12 Schreibmaschinen, 1997)
- Number Nine I-III (für Orchester, 1998)
- Goldberg spielt (für Klavier und Ensemble, 2000)
- Internet-Symphonie (für Orchester, 2000)
- Illumination (Finale aus Processional, für Jazz-Bigband und Orchester, 2009)

### Musica vocale
- Hibernalische Gesänge für Vokalquartett (Vokalisen).  (1997)
- Büchner-Porträt für Bariton und Klavier. (1997)
- Krausseriana  für Bariton und Klavier. (1999) (su testi di Helmut Krausser)
- Neue Dichter Lieben  Liederzyklus. (2000)
- ausklang  für Bariton und Klavier. (2001)
- Die Kriegsirre für Mezzosopran und Klavier. (2001)
- wide unclasp Liederzyklus für Frauenstimme und Jazz-Ensemble.  (2002)
- Paradies Berlin Liederzyklus.  (2002/2003)
- Ein Dichter stirbt  für Tenorbariton und Klavier. (2004) (Testi di Ludwig Steinherr)
- Ballack, du geile Schnitte für Sopran und Akkordeon. (2006)